# Touchstone Pictures
Touchstone Pictures (engl. touchstone = „Prüfstein“), auch bekannt als Touchstone Films, war eine US-amerikanische Filmproduktionsfirma mit Firmensitz in Burbank, Kalifornien, die heute mit der Bezeichnung ABC Studios zur Walt Disney Company gehört.

## Firmengeschichte
Die Filmfirma wurde 1984 von der Disney Company gegründet, um neben dem traditionellen Familienpublikum auch erwachsene Kinogänger zu erreichen. Hintergrund dieser nach einigen Jahren der Überlegung getroffenen Entscheidung waren ernsthafte finanzielle Schwierigkeiten des Konzerns nach einer Reihe von Flops zu Anfang der 1980er Jahre. Disney-Chef Ron Miller erläuterte die neue Strategie des Unternehmens seinerzeit in einer Pressemitteilung so:

„Der Name Walt Disney Pictures auf einer Produktion wird signalisieren, dass der Film als Familienunterhaltung konzipiert ist, während der Name Touchstone diejenigen Filme kenntlich machen wird, die sich an andere Teile des Publikums wenden.“

Der erste Film unter dem neuen Touchstone-Label war Ron Howards Splash – Eine Jungfrau am Haken von 1984 mit den damals noch unbekannten Schauspielern Daryl Hannah und Tom Hanks in den Hauptrollen. Er war auf Anhieb ein großer Publikumserfolg. Der Film war wegen einiger Nacktszenen übrigens die erste Produktion aus den Touchstone/Disney Studios, die in Amerika als „R-rated“ (für Jugendliche nicht geeignet) eingestuft wurde. Gegen Ende der 1980er / Anfang der 1990er setzte Touchstone verstärkt auf den Animationsfilm: Weitere Kinohits wurden der Trick-/Realfilm Falsches Spiel mit Roger Rabbit von 1988 und Tim Burtons Animationsfilm Nightmare Before Christmas von 1993, der in aufwändiger Stop-Motion-Technik gedreht wurde.
Um dem wachsenden Konkurrenzdruck in der Filmindustrie wieder mit ernsthafteren Produktionen standhalten zu können, was der eigentliche Gründungsgedanke der Disney Company war, präsentierte Touchstone/Disney 1989 den tragikomischen Film Der Club der toten Dichter mit Robin Williams. In den 1990ern produzierte Touchstone zunehmend Actionfilme wie Armageddon, Der Staatsfeind Nr. 1 oder Con Air.
Zeitweilig gab es noch ein weiteres Erwachsenenstudio namens Hollywood Pictures, das mit anspruchsloseren und günstig finanzierten Filmen Marktanteile sichern sollte, inzwischen konzentriert man sich aber wieder auf die Hauptmarken Disney und Touchstone.
Am 8. Februar 2007 wurde das Label Touchstone Televisions in ABC Television Studio umbenannt, das von der Disney Company auf dem Fernsehsegment platziert wurde. Seit Mai 2007 firmiert es unter ABC Studios.

## Filmproduktionen (Auswahl)
- 1984: Splash – Eine Jungfrau am Haken
- 1986: Die unglaubliche Entführung der verrückten Mrs. Stone
- 1986: Zoff in Beverly Hills
- 1986: Die Farbe des Geldes
- 1987: Die Nacht hat viele Augen
- 1987: Noch drei Männer, noch ein Baby
- 1988: D.O.A. – Bei Ankunft Mord
- 1988: Falsches Spiel mit Roger Rabbit
- 1989: Der Club der toten Dichter
- 1990: Drei Männer und eine kleine Lady
- 1990: Pretty Woman
- 1991: Vater der Braut
- 1991: Was ist mit Bob?
- 1992: 3 Ninja Kids
- 1992: Sister Act – Eine himmlische Karriere
- 1993: Nightmare Before Christmas
- 1993: Überleben!
- 1994: Ed Wood
- 1995: Stirb langsam: Jetzt erst recht (internationaler Vertrieb; produziert durch 20th Century Fox)
- 1997: Metro – Verhandeln ist reine Nervensache
- 1997: Con Air
- 1998: Armageddon – Das jüngste Gericht
- 1998: Sechs Tage, sieben Nächte
- 1998: Der Staatsfeind Nr. 1
- 2000: High Fidelity
- 2004: King Arthur
- 2005: Per Anhalter durch die Galaxis
- 2006: Prestige – Die Meister der Magie
- 2006: Déjà Vu – Wettlauf gegen die Zeit
- 2007: Born to be Wild – Saumäßig unterwegs
- 2009: Shopaholic – Die Schnäppchenjägerin
- 2010: Mit Dir an meiner Seite
- 2010: When in Rome – Fünf Männer sind vier zuviel
- 2010: Du schon wieder
- 2011: Gnomeo und Julia
- 2011: Real Steel
- 2012: Zeit zu leben
- 2012: The United
- 2013: Inside Wikileaks – Die fünfte Gewalt
- 2013: Der Lieferheld – Unverhofft kommt oft